# Titularbistum Putia in Byzacena
Putia in Byzacena war eine antike Stadt in der römischen Provinz Byzacena bzw. Africa proconsularis in der Sahelregion von Tunesien.
Putia in Byzacena (ital.: Puzia di Bizacena) ist ein ehemaliges Bistum der römisch-katholischen Kirche und heute ein Titularbistum.
| Titularbischöfe von Sozopolis in Haemimonto |                                |                                                                                                   |                 |                   |
| Nr.                                         | Name                           | Amt                                                                                               | von             | bis               |
| 1                                           | Miguel Obando Bravo SDB        | Weihbischof in Matagalpa (Nicaragua)                                                              | 18. Januar 1968 | 16. Februar 1970  |
| 2                                           | Johannes Braun                 | Weihbischof in Paderborn (Deutschland) und Apostolischer Administrator in Magdeburg (Deutschland) | 3. März 1970    | 17. Juli 2004     |
| 3                                           | Dirceu Vegini                  | Weihbischof in Curitiba (Brasilien)                                                               | 15. März 2006   | 20. Oktober 2010  |
| 4                                           | Luís Gonzaga Féchio            | Weihbischof in Belo Horizonte (Brasilien)                                                         | 19. Januar 2011 | 6. Januar 2016    |
| 5                                           | Jaime Cristóbal Abril González | Weihbischof in Nueva Pamplona (Kolumbien)                                                         | 16. April 2016  | 18. November 2019 |
| 6                                           | Francisco Castro Lalupú        | Weihbischof in Trujillo (Peru)                                                                    | 4. April 2020   |                   |